# Phyllachora ochnae
Phyllachora ochnae är en svampart som beskrevs av Pat. & Har. 1912. Phyllachora ochnae ingår i släktet Phyllachora och familjen Phyllachoraceae.   Inga underarter finns listade i Catalogue of Life.